# دتش لايبر

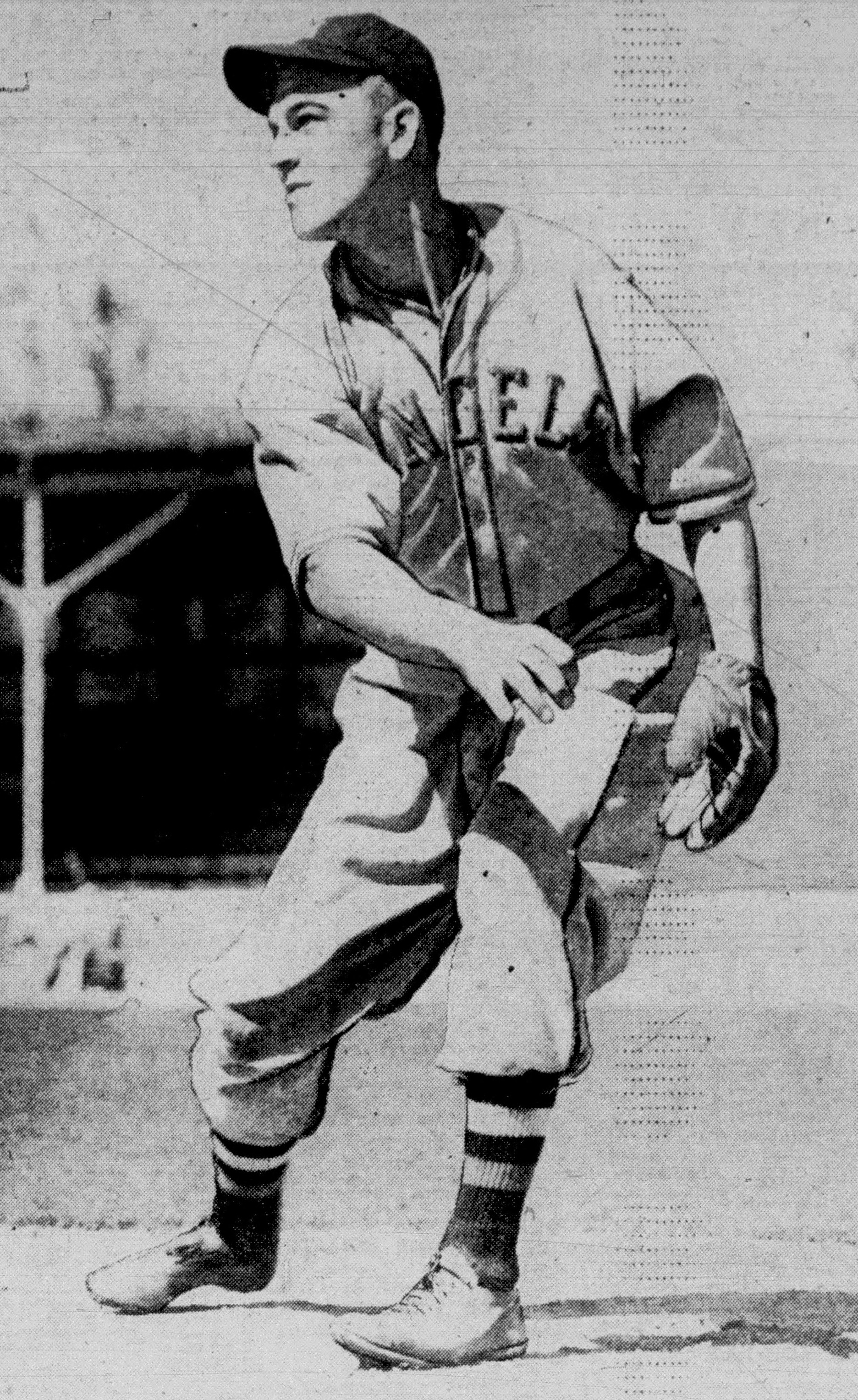
دتش لابير - 1937

دتش لايبر (بالإنجليزية: Dutch Lieber) هو لاعب كرة قاعدة أمريكي، ولد في 1 فبراير 1910 في ألاميدا في الولايات المتحدة، وتوفي في 31 ديسمبر 1961 في Sawtelle, Los Angeles ‏ في الولايات المتحدة.

## وصلات خارجية
- دتش لايبر على موقعبيزبول رفرنس.كوم (الدوري الرئيسي) (الإنجليزية)